# Imstenrade
Imstenrade (Limburgs: Imsterao) is een buurtschap ten zuiden van Heerlen in de gelijknamige gemeente in de Nederlandse provincie Limburg. De buurtschap is gelegen tussen Simpelveld en Benzenrade nabij de A76. Imstenrade, oudste attestatie Emsenroide (1386), betekent rooiing van bos, ontginning' van de persoon Imiso, Emiso
In de 14e eeuw lag op de plaats waar nu Imstenrade is een kasteel van de heren van 'Emsenrode'. Het kasteel is in de loop van de eeuwen verdwenen en in 1908 werd op een deel van het terrein de kasteelachtige villa 'Imstenrade' gebouwd met daarbij een landschapspark uit 1928. Kort na de bouw van de villa werden in de directe omgeving een boerderij en een watertoren gebouwd. De villa was enige tijd een klooster van de Medische Missiezusters, maar is inmiddels weer in particulier bezit.
Ten noordoosten van Imstenrade ligt het Imstenraderbos.

## Galerij

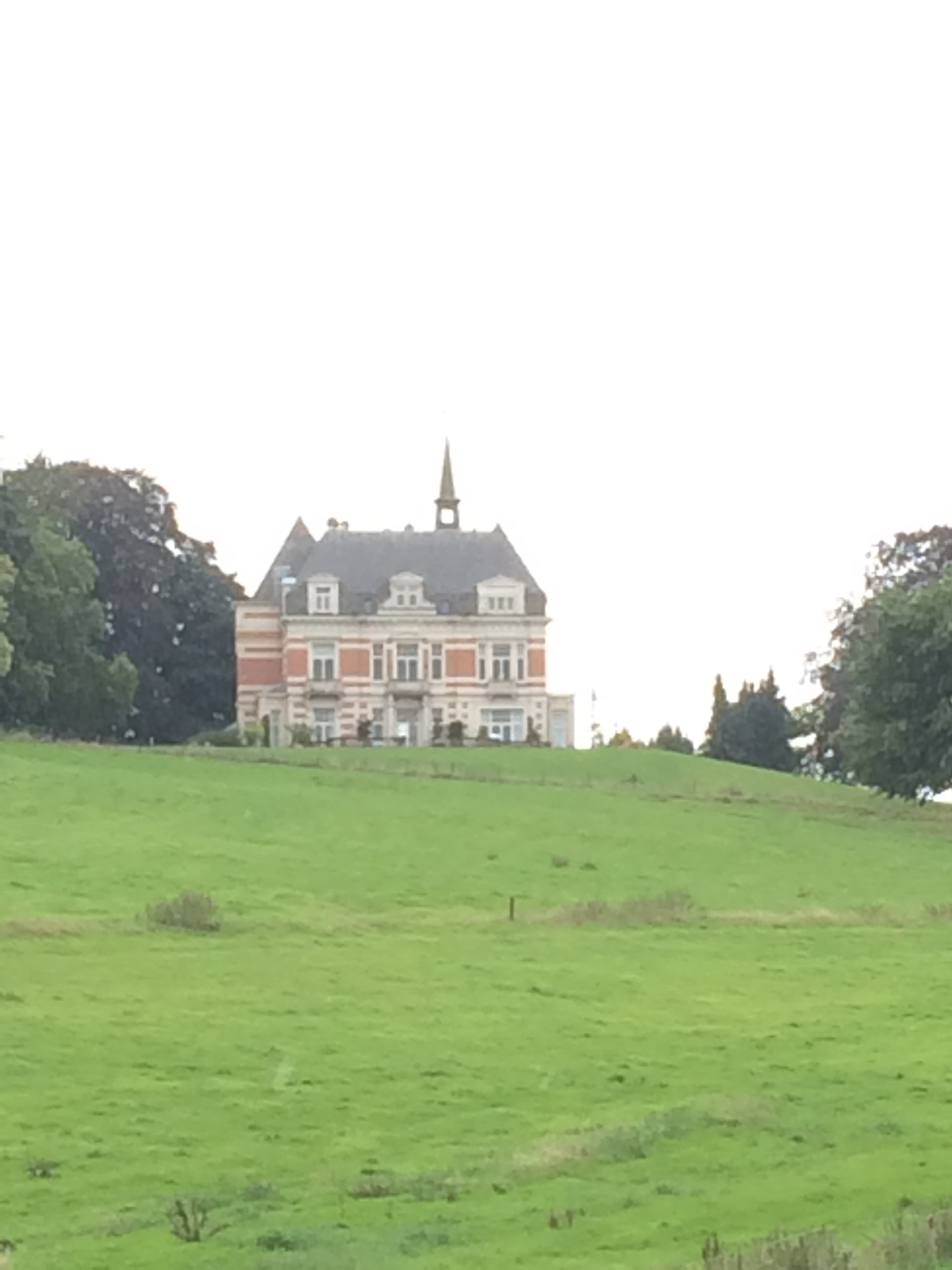
Villa Imstenrade, achteraanzicht
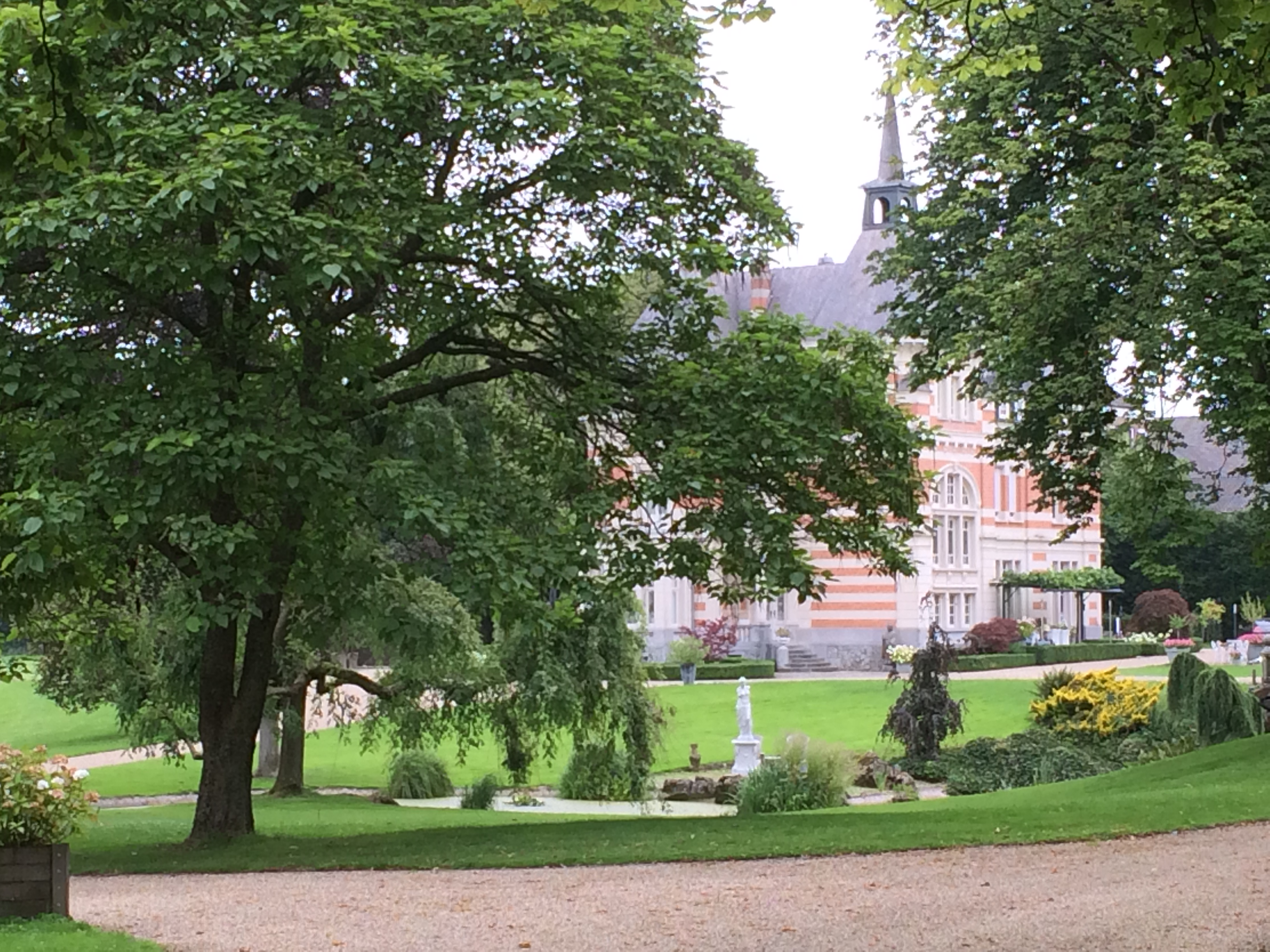
Villa Imstenrade en park
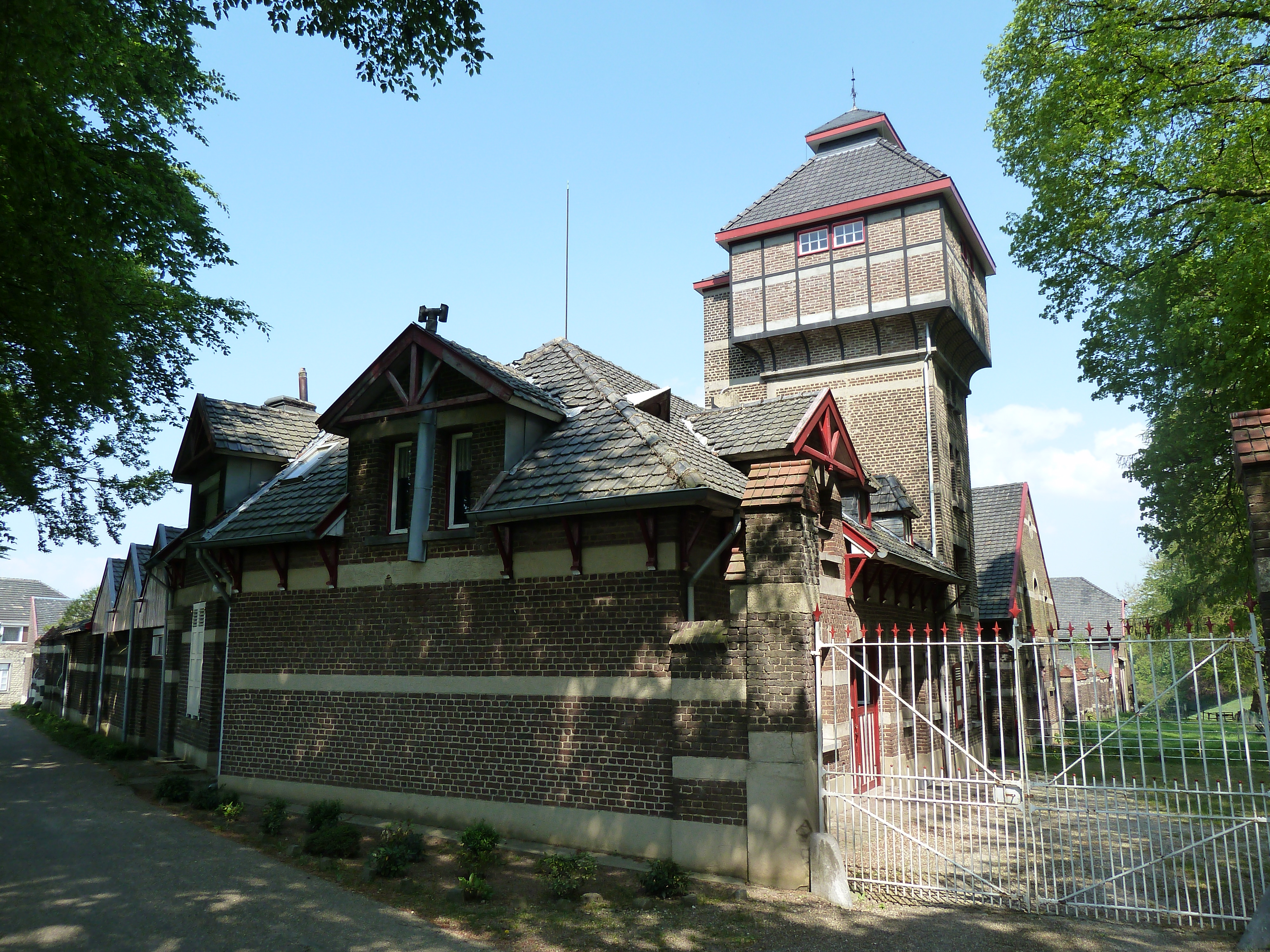
Boerderij en watertoren
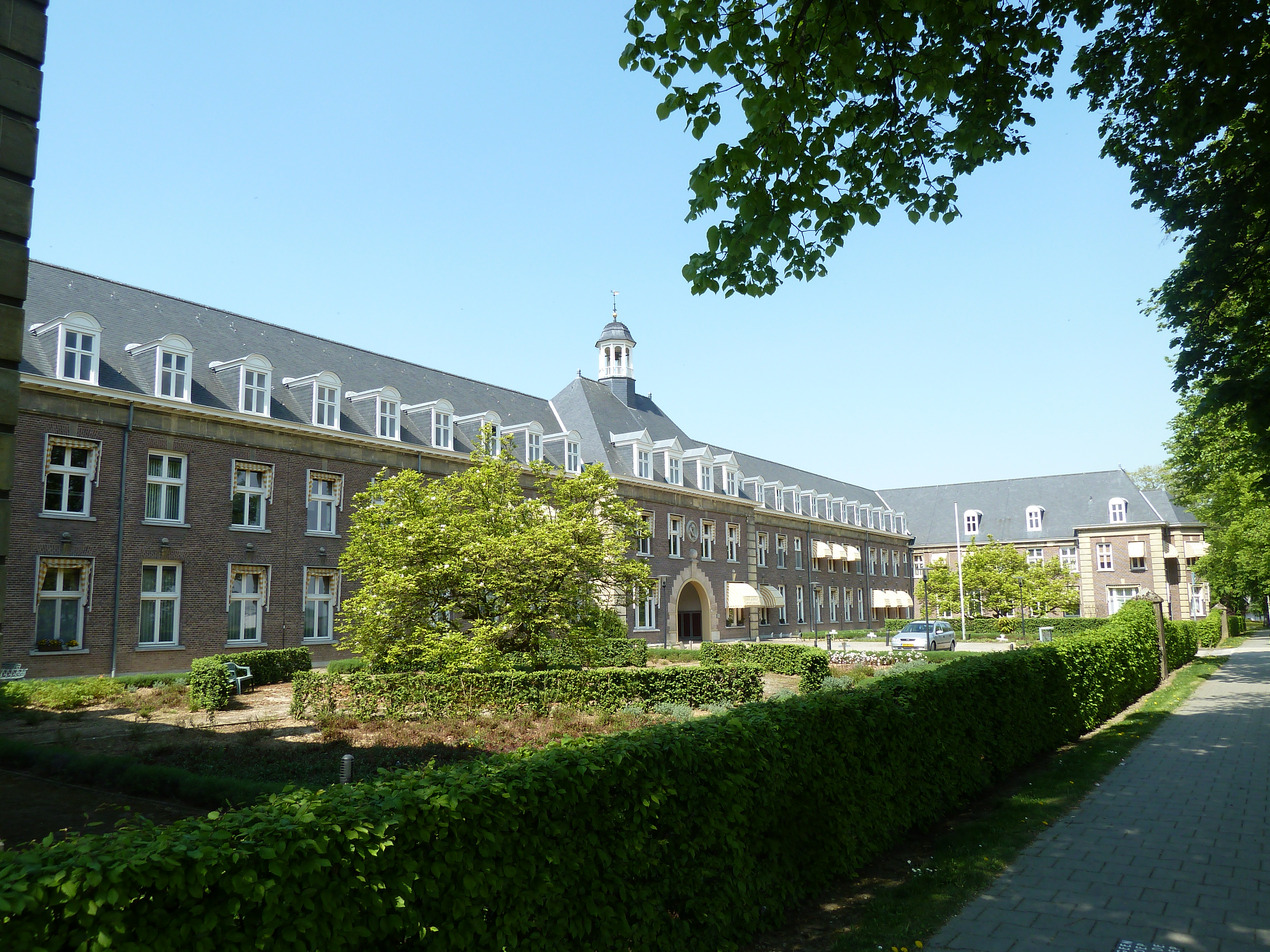
Vroedvrouwenschool
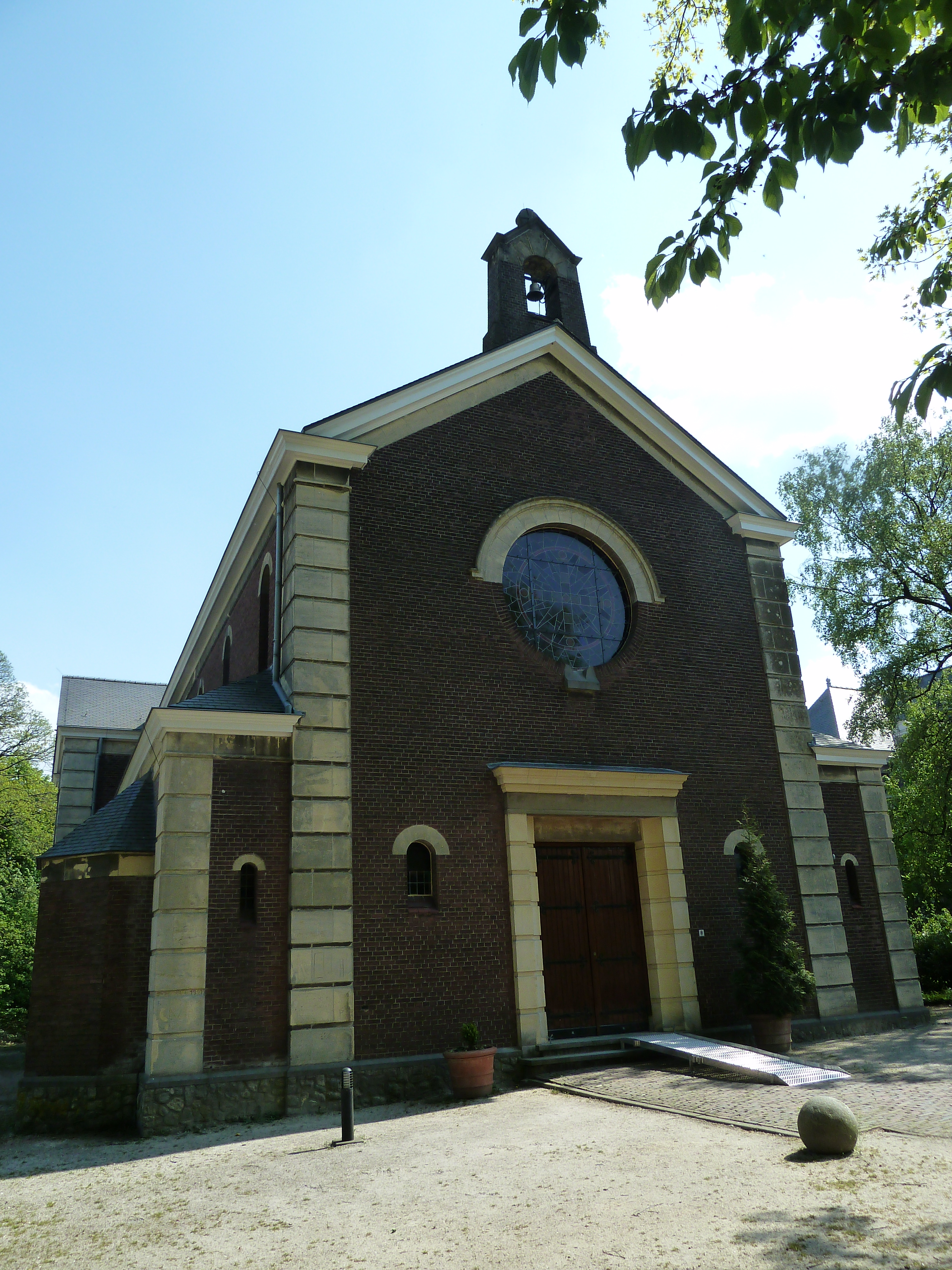
Monumentale Sint Elisabethkapel
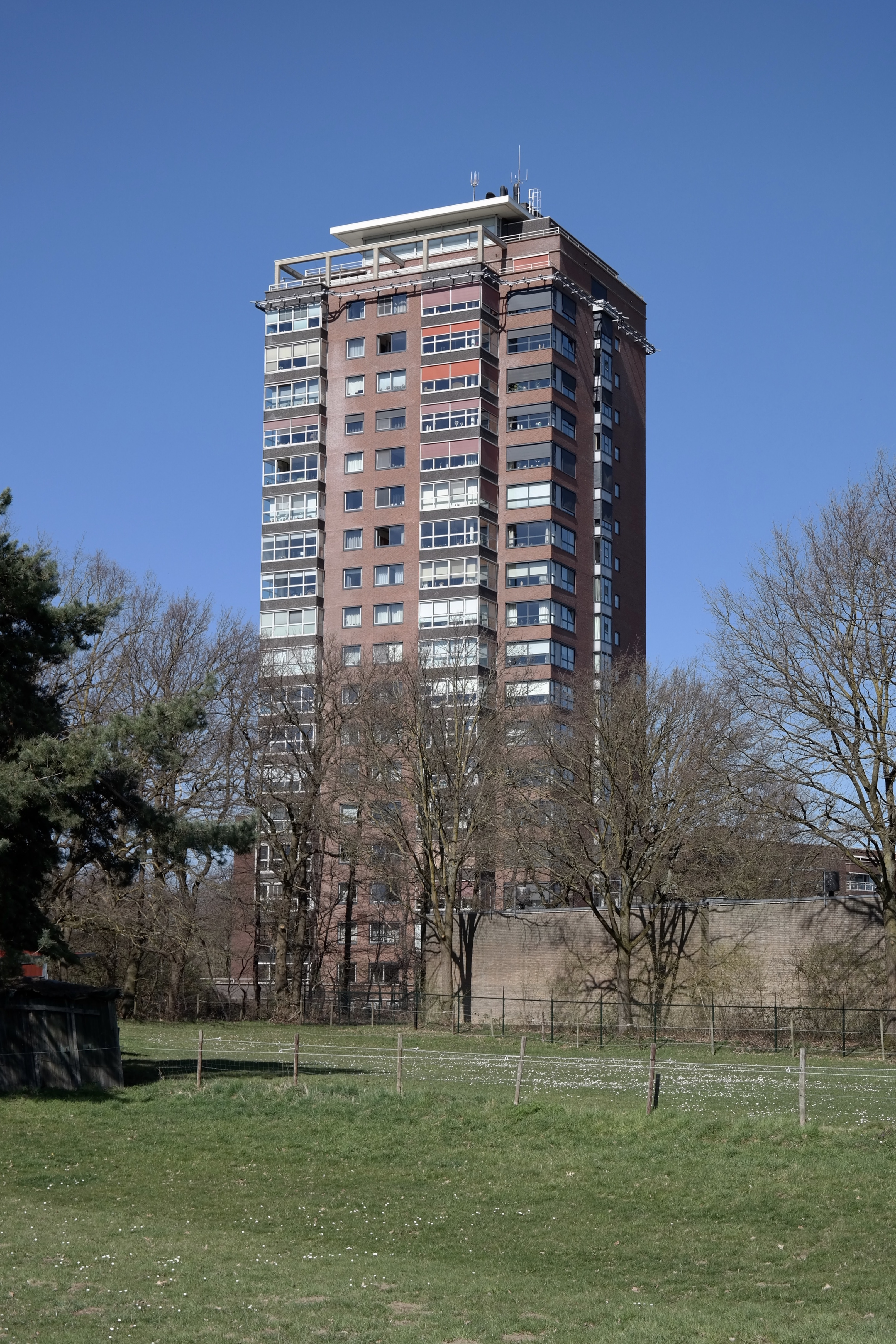
Woontoren behorende tot Parc Imstenrade

Stadsdelen: Heerlerbaan · Heerlerheide · Heerlen-Stad · Hoensbroek

Wijken: Aarveld-Bekkerveld · De Beitel · Caumerveld-Douve Weien · Eikenderveld · Heerlen-Centrum · Heerlerbaan-Oost · Heerlerbaan-West · Passart · De Hei · Heksenberg · Hoensbroek-De Dem · De Koumen · Maria-Gewanden-Terschuren · Mariarade · Meezenbroek-Schaesbergerveld · Molenberg · Nieuw Lotbroek · Rennemig-Beersdal · Schandelen-Grasbroek · Vrieheide-De Stack · Welten-Benzenrade · Woonboulevard-Ten Esschen · Zeswegen-Nieuw Husken

Buurtschappen en gehuchten: De Euren · Heihoven · Imstenrade · Schurenberg · Terschuren

Limburg: Steden en dorpen      Nederland: Provincies · Gemeenten